# Can Formiguera
Can Formiguera és una casa senyorial de Palma situada al carrer homònim, amb entrada també pel carrer de la Portella. És un gran casal que es troba a banda i banda del carrer de Can Formiguera, unit per un arc que uneix els dos edificis, i ocupa tot el carrer de Can Formiguera, força curt.

## Història
La primera de les cases que configuren l'actual casal fou adquirida el 1621 pel primer comte de Formiguera, Pere Ramon de Safortesa i de Villalonga (1570-1639), a Pere Lluís de Berard. La casa fou ampliada amb dues cases que adquirí el seu fill, Ramon Burgues Safortesa i Pacs Fuster (1627-1694), popularment conegut com el Comte Mal: va fer construir un arc sobre el carrer de Can Serra per unir els dos edificis i cedí part de la casa a l'espai públic per donar perspectives a l'entrada principal, entre altres reformes. El 1694 passà a Guillem Rocafull i Rocabertí, vescomte de Rocabertí, i a la seva mort el 1728 a Ramon Morro i Ferrer de Sant Jordi, i en morir aquest el 1746 passà definitivament dels Safortesa a la família Ferrer de Sant Jordi.
El segle xix la casa posseïa un gabinet de curiositats d'història natural, així com pintures de qualitat i una bona biblioteca. Isidro González Velázquez reformà la capella el segle xix i a començament del XX sofrí una reforma en què participà Guillem Forteza, que modificà el cos que pega a la mar i dividí la casa en diversos habitatges.

## Arquitectura
El conjunt té una estructura complexa i desordenada. Està format per dos edificis, a banda i banda del carrer de Can Formiguera, units per un gran arc que passa per damunt el carrer de Can Serra. L'edifici nord té entrada pel carrer de la Portella i pel de Can Formiguera, i es troba a un extrem de la illeta; l'edifici sud té forma de L i és el més complex i gran: s'allarga del carrer de Can Serra pel carrer de Can Formiguera, el carrer de la Portella i la plaça que es forma davant la Portella, on s'alça una gran torre. L'edifici principal té entrada per la plaça de la Portella, pel carrer de la Portella, pel carrer de Can Formiguera i pel carrer de Can Serra, que és l'entrada principal. Destaquen la façana en angle, el balcó corregut a l'altura de la planta noble amb balustrada de fusta, i l'escut del Comte Mal, que mira al carrer de la Portella. També cal remarcar el gran voladís, amb motlures i relleus antropomorfs (als extrems) i zoomorfs (a l'angle).
També cal destacar la façana sobre la murada i la clastra que encara manté l'estructura gòtica. Els arcs rebaixats de la clastra i la columna octogonal procedeixen de la reforma neogòtica de final de segle xix.